# Orchesella kervillei
Orchesella kervillei is een springstaartensoort uit de familie van de Entomobryidae. De wetenschappelijke naam van de soort is voor het eerst geldig gepubliceerd in 1932 door Denis.